# Хак, Фазл
Фазл Хак (англ. Fazle Haq; 10 сентября 1928, Мардан, Британская Индия — 3 октября 1991, Пешавар) — государственный и военный деятель Пакистана. С 1978 по 1985 год занимал должность губернатора провинции Хайбер-Пахтунхва.

## Биография
Родился 10 сентября 1928 года в пакистанском городе Мардане. Посвятил себя военной карьере: с 1953 по 1954 года был инструктором в Военной академии Пакистана в звании капитана. В 1965 году во время второй Индо-пакистанской войны Фазл Хак служил в 6-й бронетанковой дивизии сухопутных войск Пакистана в звании майора. В 1975 году ему было присвоено звание генерал-майора и он командовал 6-ю бронетанковой дивизией, дислоцированной в Кхарияне. В январе 1978 года уже будучи генерал-лейтенантом Фазл Хак занял должность командира 11-го корпуса вооружённых сил Пакистана, место дислокации город Пешавар. Президент Пакистана Мухаммед Зия-уль-Хак ввёл в стране режим военного положения и Фазл Хак был назначен губернатором провинции Хайбер-Пахтунхва.
12 декабря 1985 года губернатором провинции Хайбер-Пахтунхва был назначен Навабзада Абдул Гафур Хоти. 30 октября 1991 года Фазл Хак был застрелен в Пешаваре, когда возвращался домой из Провинциальной ассамблеи Хайбер-Пахтунхвы. 2 февраля 2002 года все семь нападавших были оправданы судом в Пешаваре и отпущены на свободу.